# Glen Pearson
Pour les articles homonymes, voir Pearson.
Glen Douglas Pearson (né le 26 décembre 1950 à Calgary, Alberta) est un homme politique canadien.

## Biographie
Le 27 novembre 2006, il est élu député de la circonscription ontarienne de London-Centre-Nord lors d'une élection partielle sous la bannière du Parti libéral du Canada. Réélu en 2008, il fut défait par la conservatrice Susan Truppe en 2011.
Pearson est un pompier professionnel à London (Ontario), connu pour son travail caritatif et humanitaire. Il est capitaine du département d'incendies de London, où il travaille depuis 29 ans, mais il est plus connu en tant que cofondateur et directeur exécutif bénévole de la banque alimentaire de London depuis 20 ans.
En 1998, avec sa seconde femme Jane Roy, Pearson travaille sur différents projets de développement et de droits de la personne au Soudan. Ce travail comprenait notamment la construction d'écoles et d'infrastructures, le développement communautaire général et une campagne contre l'esclavage.
Le 29 octobre 2006, il remporte l'investiture du Parti libéral pour l'élection partielle dans la circonscription de London-Centre-Nord. Sa campagne donne la priorité à l'environnement, la santé et la responsabilité. Il est élu le 27 novembre avec 35 % des voix, défaisant ses concurrents du Parti vert et du Parti conservateur.
Il est père de cinq enfants et vit à London avec son épouse et leur fille adoptive, Abuk. Lui et son épouse sont de forts défenseurs des œuvres chrétiennes et de la justice sociale à travers le monde.

## Source
- (en) Cet article est partiellement ou en totalité issu de l’article de Wikipédia en anglais intitulé « Glen Pearson » (voir la liste des auteurs).